# 조성환 (1982년)
조성환(趙星桓, 1982년 4월 9일 ~ )은 대한민국의 전직 축구 선수로 포지션은 수비수였다.

## 개요
경상남도 함안군 출생으로 대신중학교, 대신고등학교를 졸업하였다. 탄탄한 체격으로 인하여 '코끼리'라는 별명을 얻었다.

## 클럽 경력
2001년 수원 삼성 블루윙즈에 입단하여, 2004년 K리그 우승, 2002년 FA컵 우승 등에 공헌하였다. 2005년 7월 이따마르를 상대로 포항 스틸러스에 트레이드되어, 2007년 K리그 우승, 2008년 FA컵 우승, 2007년 FA컵 준우승에 공헌하였다. 2009년 J리그 2부의 콘사돌레 삿포로로 이적했다.
이후 2010년 여름 이적 시장에서 전북 현대 모터스에 입단하여 주전 중앙 수비수로 활약하며 2010 시즌 리그 우승에 공헌하였다. 2012년 6월 중국의 산동 루넝에서 거액의 러브콜을 받았으나 거절하였다. 하지만 여름 재계약을 추진하는 과정에서 전북과 틀어졌고, 시즌 후 재계약에 실패하여 계약 만료 후 전북을 떠났다. 이후 팀을 찾지 못하다가 알힐랄에 이적하였다.
그 후, 2년 만에 친정팀 전북으로 복귀하였다.
2018 시즌을 끝으로 전북과 계약이 만료되어 한 동안 소속팀이 없다가 2020년 1월 17일 태국 2부 농부아 핏차야 FC로 이적했다.
2021년에는 태국 3부리그의 노스 방콕 유니버시티 FC로 이적했다.

## 국가대표팀 경력
2003년 10월 9일, 2004년 AFC 아시안컵 예선에서 오만과의 경기로 A매치 데뷔전을 치렀다.

## 논란
수원 삼성 블루윙즈 소속 당시, 차범근 감독 부임 이후 주전 경쟁에서 밀려 포항 스틸러스로 이적하는 과정에서 구단과의 마찰이 있었고, 

수원 클럽하우스를 차로 들이 박는등 기이한 행동을 하였고 어린 팬의 싸인요구에 "나 이제 수원 선수아니야"라는 발언까지 하며 사인도 거절했다고 전해진다. 

이렇게 안 좋게 헤어진 그는 포항 스틸러스와, 전북현대로 이적한 이후 수원과의 경기에서 최근까지도 유독 돌발 행동을 하여 논란이 되기도 하였다.
 

2008년에는 심판에 대한 과도한 항의와 경기장 무단이탈로 인하여 6경기 출장정지 및 제재금 600만 원의 중징계를 받았다.

그 이후에도 수원 뿐만이 아니라 여러 팀들과의 경기에서 비매너 적인 행동을 일삼으며 유튜브 동영상엔 그의 비매너 활약 스페셜 동영상까지 나올정도였다.

해당 소속인 전북 팬들은 파이터 기질이 있는 선수라고 애써 옹호하지만 타 구단 팬들의 그를 바라보는 시선은 여전히 차갑기만 하다.
박창희와 결혼하였다. 2011년 6월 쌍둥이형제 조시온, 조하온을 얻었다.

## 경력 통계
| 시즌/대회 | 소속팀             | 출장 | 풀게임출장 | 골 | 도움 |
| --------- | ------------------ | ---- | ---------- | -- | ---- |
| 2001      | 수원 삼성 블루윙즈 | 32   | 29         | 0  | 0    |
| 2002      | 수원 삼성 블루윙즈 | 23   | 21         | 2  | 0    |
| 2003      | 수원 삼성 블루윙즈 | 19   | 13         | 0  | 0    |
| 2004      | 수원 삼성 블루윙즈 | 19   | 13         | 1  | 0    |
| 2005      | 수원 삼성 블루윙즈 | 6    | 3          | 0  | 0    |
| 2005(7월) | 포항 스틸러스      | 4    | 2          | 0  | 0    |
| 2006      | 포항 스틸러스      | 28   | 26         | 0  | 0    |
| 2007      | 포항 스틸러스      | 27   | 25         | 0  | 0    |
| FA컵      | 수원 삼성 블루윙즈 | 1    | 0          | 0  | 0    |
| FA컵      | 포항 스틸러스      | 5    | 5          | 0  | 0    |

## 경력 목록

### 클럽 경력
- 2001년 ~ 2005년 수원 삼성 블루윙즈
- 2005년 ~ 2008년 포항 스틸러스
- 2009년 ~ 2010년 콘사돌레 삿포로
- 2010년 ~ 2012년 전북 현대 모터스
- 2013년 ~ 2014년 알힐랄
- 2014년 무아이다르 SC
- 2015년 ~ 2018년 전북 현대 모터스

## 수상 내역

### 클럽

#### 수원 삼성 블루윙즈
- K-리그 우승 1회 (2004년)
- FA컵 우승 1회 (2002년)
- 아디다스 컵 우승 1회 (2001년)
- 하우젠 컵 우승 1회 (2005년)
- 대한민국 슈퍼컵 우승 1회 (2005년)
- 아시아 클럽 챔피언십 우승 2회 (2001년, 2002년)
- 아시아 슈퍼컵 우승 2회 (2001년, 2002년)
- A3 챔피언스컵 우승 1회 (2005년)

#### 포항 스틸러스
- K-리그 우승 1회 (2007년)
- FA컵 우승 1회 (2008년)
- FA컵 준우승 1회 (2007년)

#### 전북 현대 모터스
- K-리그 우승 1회 (2011년)
- AFC 챔피언스리그 우승 1회 (2016년)
- AFC 챔피언스리그 준우승 1회 (2011년)
- K리그 클래식 우승 1회 (2015년)